# Zanclognatha zelleralis
Zanclognatha zelleralis is een nachtvlinder uit de familie van de spinneruilen (Erebidae). Zijn spanwijdte bedraagt tussen de 31 en 36 millimeter. Hij vliegt in juni en juli. Hij komt voor in Midden- en Zuid-Europa en is niet bekend uit Nederland en België. De rups leeft van afgevallen blad.